# Chuchelská radiála
Chuchelská radiála je jedna z radiál, která propojuje Městský a Pražský okruh na jihu Prahy.
Chuchelská radiála začíná na křižovatce s Barrandovským mostem jako Strakonická ulice. Trasa je vedena na jih podél Vltavy a v těsné blízkosti chuchelského závodiště. V Malé Chuchli je překlenuta mostem z r. 2005. Před Lahovickým mostem je postavena mimoúrovňová křižovatka. Radiála pokračuje do Lahovic k mimoúrovňové křižovatce s Pražským okruhem. Radiála pak plynule přechází v Dálnici D4.
Výstavba radiály probíhala ve dvou etapách. V 60. letech byl postaven úsek Branický most – Lahovice. V 50. letech byl postaven úsek Barrandovský most – Branický most. V letech 2002 až 2004 byl celkově rekonstruován Lahovický most.